# Heterachthes hystricosus
Heterachthes hystricosus là một loài bọ cánh cứng trong họ Cerambycidae.